# Такуаритинга
Такуаритинга (порт. Taquaritinga)  —  муниципалитет в Бразилии, входит в штат Сан-Паулу. Составная часть мезорегиона Рибейран-Прету. Входит в экономико-статистический  микрорегион Жаботикабал. Население составляет 53 232 человека на 2007 год. Занимает площадь 595,84 км². Плотность населения — 94,0 чел./км².
Праздник города —  16 августа.

## История
Город основан 8 июня 1868 года.

## Статистика
- Валовой внутренний продукт на 2005 составляет 427.305.000,00 реалов (данные: Бразильский институт географии и статистики).
- Валовой внутренний продукт на душу населения на 2005 составляет 7.729,00 реалов (данные: Бразильский институт географии и статистики).
- Индекс развития человеческого потенциала на 2000 составляет 0,778  (данные: Программа развития ООН).

## География
Климат местности: горный тропический. В соответствии с классификацией Кёппена, климат относится к категории Aw.